# آنجلیکا پانگانیبان
آنجلیکا پانگانیبان (انگلیسی: Angelica Panganiban؛ زادهٔ ۴ نوامبر ۱۹۸۶) کمدین و بازیگر اهل فیلیپین است. وی از سال ۱۹۹۲ میلادی تاکنون مشغول فعالیت بوده است.